# Prospero Alpini

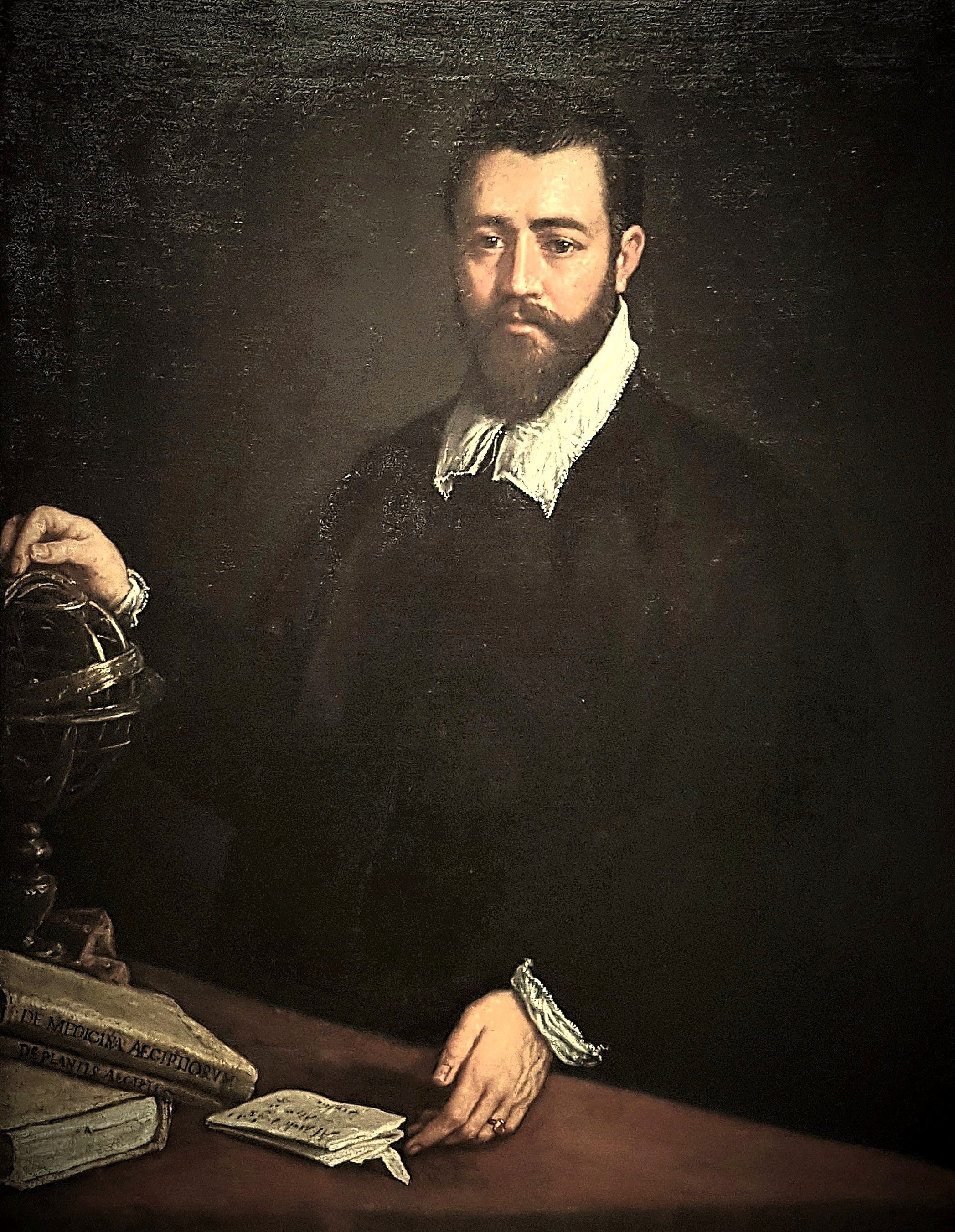
Prospero Alpini (1586), Porträt von Leandro Bassano, in Besitz der Staatsgalerie Stuttgart

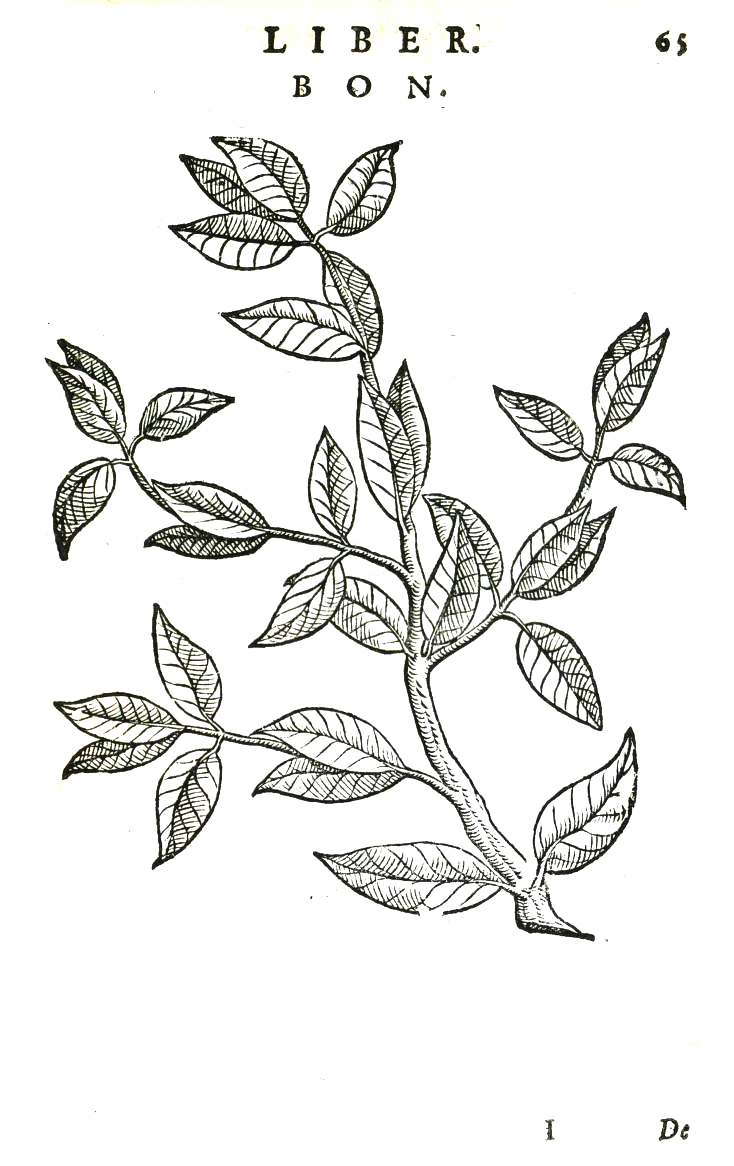
„Bon“, d. i. die Kaffeeart Coffea arabica in De plantis Aegypti liber von 1592

Prospero Alpini, auch Prosper Alpinus oder Prosper Alpini/Alpino (* 23. November 1553 in Marostica, Republik Venedig; † 23. November 1616 in Padua) war ein italienischer Arzt und Botaniker. De plantis Aegypti liber gilt als sein bedeutendstes Werk. Darin beschrieb und bildete er erstmals verschiedene Pflanzenarten ab, darunter die Kaffeeart Coffea arabica, den Afrikanischen Affenbrotbaum (Adansonia digitata) sowie eine Bananen-Art (Musa sp.).
Sein offizielles botanisches Autorenkürzel lautet „Alpino“.

## Leben und Wirken
Alpini war das älteste Kind des Arztes Francesco Alpini und dessen Frau Bartolomea Tarsia. Nachdem er in der mailändischen Armee gedient hatte, begann er 1574 sein medizinisches Studium an der Universität Padua. Am 28. August 1578 erhielt er seinen Doktorgrad in Medizin. Dabei war Melchior Wieland sein Respondent über De plantis Aegtipti.
Danach praktizierte Alpini für kurze Zeit als Arzt in Camposampiero (Provinz Padua). 1580 wurde er Arzt von Giorgio Emo (1538–1605), der von der Republik Venedig als Konsul nach Kairo geschickt wurde. Am 21. September 1580 verließen sie Venedig und kamen am 22. März 1581 in Alexandria an. Aufgrund der Pest saßen sie hier längere Zeit fest, bevor sie am 7. Juli 1581 in Kairo ankamen. Alpini verbrachte etwas mehr als drei Jahre in Ägypten. Im November 1584 kam er wieder in Venedig an. Auf dem Rückweg sammelte Alpini auf der Insel Kreta Pflanzen. Anschließend wurde er Leibarzt von Giovanni Andrea Doria in Genua. Nach 1590 kehrte er nach Venedig zurück.
1593 wurde Alpini zum „lettore dei semplici“ an der Universität in Padua gewählt. 1603 löste Alpini Melchior Wieland als Präfekt (Direktor) des botanischen Gartens in Padua ab.
Alpini wurde in der Basilika des Heiligen Antonius in Padua bestattet. Sein Sohn, Alpino Alpini († 1637), war ebenfalls Professor für Botanik in Padua.

## Beschreibung seiner Schriften
De medicina Aegyptiorum libri quatuor (1591) war eine Studie über ägyptische Medizin. Sie war Antonio Morosini gewidmet. Er gibt darin an, dass Haschisch die Menschen in Ekstase fallen lässt. Alpini vergleicht die frühen Stufen eines Haschischrausches mit denen des Alkohols, aber er unterstreicht, dass die Visionen, die Haschischrauchende erleben, bedeutend eingegrenzt werden durch deren Intelligenz und psychischen Zustand zum Zeitpunkt des Konsums der Droge.
De balsamo dialogus (1591) ist ein Dialog über eine spezielle Pflanze.
De plantis Aegypti (1592), enthält 73 große Holzschnitte von exotischen Pflanzen. Es ist das erste europäische Werk, in dem der Kaffeestrauch, die Banane und der Baobab nicht nur erwähnt, sondern auch illustriert sind. Aus der Beobachtung von Dattelpalmen zog er den Schluss, dass Pflanzen zwei Geschlechter haben. Er sagte, dass die weiblichen Dattelpalmen keine Früchte tragen, wenn ihre Äste nicht in Kontakt mit den Ästen der männlichen Dattelpalmen kommen; oder allgemeiner ausgedrückt, wenn die weiblichen Pflanzen nicht vom Pollen der männlichen Pflanzen bestäubt oder berührt wurden.
De praesagienda vita et morte aegrotantium (1601) war ein Werk über ägyptische Krankheiten, das zahlreiche prognostische Krankheitszeichen enthält, die dem Arzt eine Vorhersage der Lebenserwartung seiner Patienten ermöglichen sollte.
De rhapontico (1612) ist eine Disputation über den Rhapontik-Rhabarber (Rheum rhaponticum).
De plantis exoticis libri duo (1627): Alpini studierte gemeinsam mit Onorio Belli die kretische Flora. Später wurden weiterhin Informationen über Pflanzen aus anderen Regionen in das Manuskript eingebunden, welches von Alpinis Sohn editiert und 1614 vervollständigt wurde. Daten über viele dieser Pflanzen wurden durch Samenproben, die Alpini zugeschickt wurden, und die dieser kultiviert hatte, gewonnen. Alle 145 Pflanzen wurden durch Kupferstiche illustriert. Viele der Pflanzen wurden zum ersten Mal beschrieben. Die Exaktheit Alpinis beim Beschreiben der Pflanzen wurde durch A. Baldacci und P. A. Saccardo gezeigt, die 71 der insgesamt 85 kretischen Pflanzen identifizieren konnten. In der Neuauflage von 1629 werden 145 Pflanzen beschreiben.

## Ehrungen
Charles Plumier benannte ihm und seinem Vater zu Ehren die Gattung Alpina aus der Pflanzenfamilie der Ingwergewächse (Zingiberaceae). Carl von Linné änderte später die Schreibweise in Alpinia ab.

## Schriften (Auswahl)
- De medicina Aegyptiorum libri quatuor. Venedig 1591 (Digitalisat).
  - Paris 1646 (Digitalisat) – herausgegeben von Jacob de Bondt.
- De balsamo dialogus. Venedig 1591 (Digitalisat, Digitalisat).
  - = In: De plantis Aegypti liber. Venedig 1592 (Digitalisat).
  - Historie du baulme. In: Histoire des drogues, espiceries, et de certains médicamens simples […]. 2. Auflage, Jean Pillehotte, Lyon 1619 (Digitalisat) – übersetzt von Antoine Colin.
  - 2., korrigierte Auflage, Padua 1639 (Digitalisat).
    - = In: De plantis Aegypti liber. Padua 1640 (Digitalisat).

  - In: Medicina Aegyptiorum […]. Neue Auflage, Leiden 1718 (Digitalisat).
  - In: Medicina Aegyptiorum […]. Neue Auflage, Leiden 1719 (Digitalisat).
  - In: Medicina Aegyptiorum […]. Neue Auflage, Leiden 1745 (Digitalisat).
  - In: Blasius Ugolino: Thesauro antiquitatum sacrarum. Band 11, Venedig 1750, S. DCLXXVII–DCCXXVI (Digitalisat).
- De plantis Aegypti liber […]. Venedig 1592 (Digitalisat, Digitalisat, Digitalisat).
  - 2., korrigierte Auflage, Padua 1640 (Digitalisat).
- De praesagienda vita et morte aegrotantium. Libri septem […]. Venedig 1601 (Digitalisat).
  - Padua 1601.
  - Frankfurt 1601 (Digitalisat).
  - Medicinalium observationum historico-criticarum libri septem […]. Frankfurt 1621 (Digitalisat).
  - Neue Auflage, Leiden 1710 (Digitalisat) – mit einem Vorwort von Herman Boerhaave.
  - 2. Auflage, Leiden 1733 (Digitalisat) – herausgegeben von Hieronymus David Gaub, mit einem Vorwort von Herman Boerhaave.
  - 3. überarbeitete Auflage, Hamburg 1734 (Digitalisat).
  - Venedig 1735 (Digitalisat).
  - Venedig 1751 (Digitalisat).
  - Leiden 1754 (Digitalisat).
  - Frankfurt / Leipzig 1754 (Digitalisat).
  - Bassano 1774 (Digitalisat).
  - The presages of life and death in diseases. In seven books. 2 Bände, London 1746 (Band 1, Band 2) übersetzt von Robert James.
- De medicina methodica libri tredecim […]. Padua 1611 (Digitalisat)...
  - 2. Auflage, Leiden 1719 (Digitalisat).
  - Neue Auflage, Leiden 1745 (Digitalisat, Digitalisat).
- De rhapontico. Disputatio in gymnasio Patavino habita. Padua 1612 (Digitalisat).
  - Leiden 1718 (Digitalisat).
    - = In: Medicina Aegyptiorum […]. Neue Auflage, Leiden 1719 (Digitalisat).

  - In: Medicina Aegyptiorum […]. Neue Auflage, Leiden 1745 (Digitalisat).

postum
- De plantis exoticis libri duo. Venedig 1627 (Digitalisat) – herausgegeben von seinem Sohn.
  - Venedig 1629 (Digitalisat).
  - Venedig 1656 (Digitalisat).
- Historiae Aegypti naturalis. 2 Bände, Leiden 1735 (Band 1, Band 2).
- De longitudine et brevitate morborum libri duo. Biblioteca Civica, [Marostica] 1966 – nachgelassenes Manuskript, herausgegeben von Giuseppe Ongaro.